# 1547 az irodalomban
Az 1547. év az irodalomban.

## Új művek
- Megjelenik Königsbergben az első litván nyelvű nyomtatott könyv, a Martynas Mažvydas által összeállított Katekizmo prasti žodžiai (Katekizmus).
- Maurice Scève francia költő eklogája: La Saulsaye, Eglogue de la vie solitaire (Fűzesek…).
- Megjelenik (1547-1548) Gian Giorgio Trissino itáliai költő hősi eposza: Italia liberata dai Goti (A gótoktól megszabadított Itália), melyen több mint húsz éven át dolgozott.
- Johannes Honterus megírja a Reformatio ecclesiarum saxonicarum in Transylvania című művét, amellyel megvetette a szász evangélikus egyház teológiai alapjait.[1]

## Születések

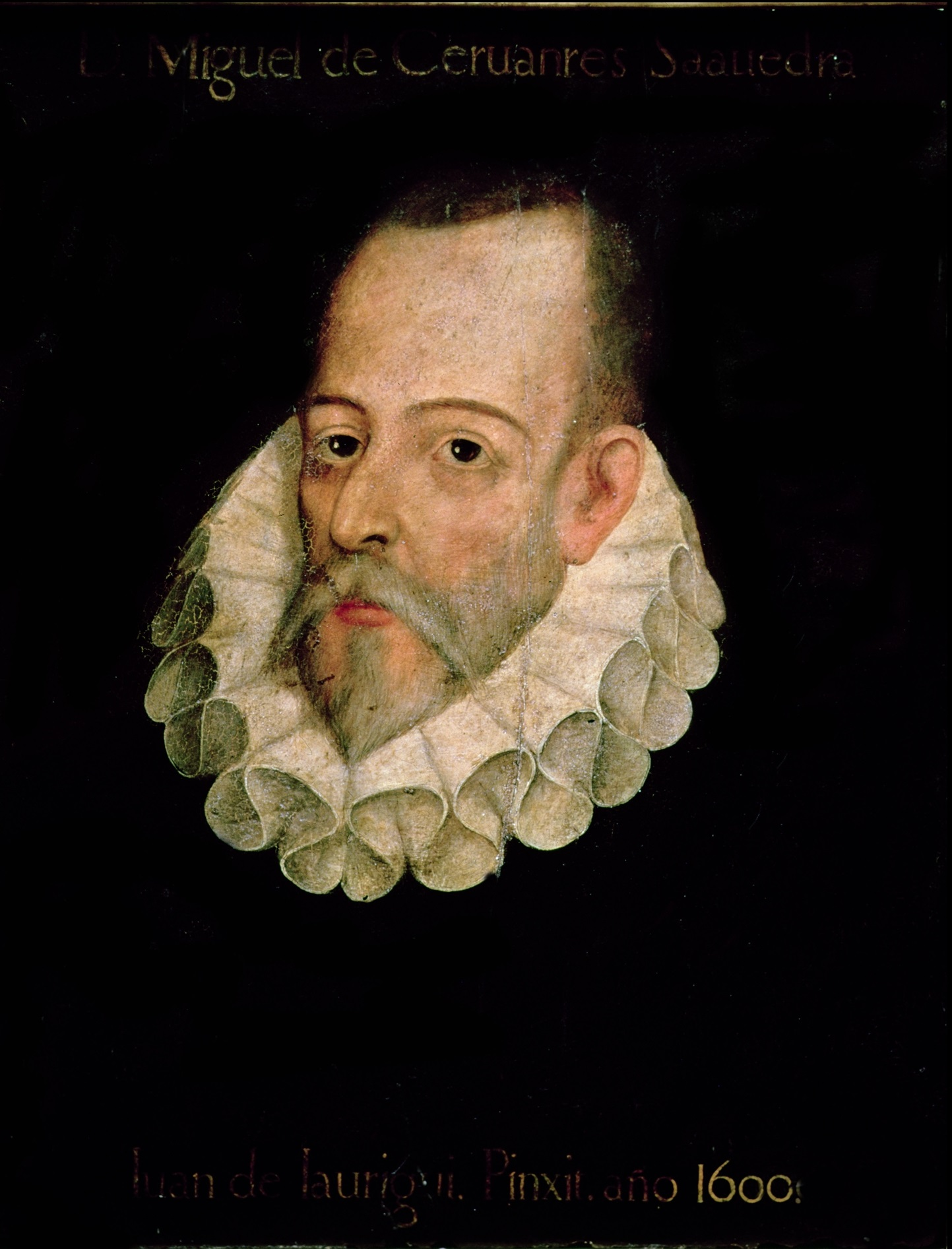
Miguel de Cervantes

- március 21. – Maciej Stryjkowski (Matthias Strycovius) lengyel költő, író, történetíró; a Litván Nagyfejedelemség történetéről kinyomtatott első könyv (1582) szerzője († 1593)
- szeptember 28. – Mateo Alemán spanyol író; Guzmán de Alfarache című pikareszk regényéről nevezetes († 1614 körül)
- szeptember 29. – Miguel de Cervantes spanyol író, a Don Quijote szerzője, a spanyol irodalom talán leghíresebb alakja († 1616)
- október 18. – Justus Lipsius holland jogfilozófus és filológus († 1606)
- 1547. körül – Jurij Dalmatin szlovén protestáns teológus, író, az első teljes szlovén nyelvű Biblia-fordítás megalkotója († 1589)

## Halálozások

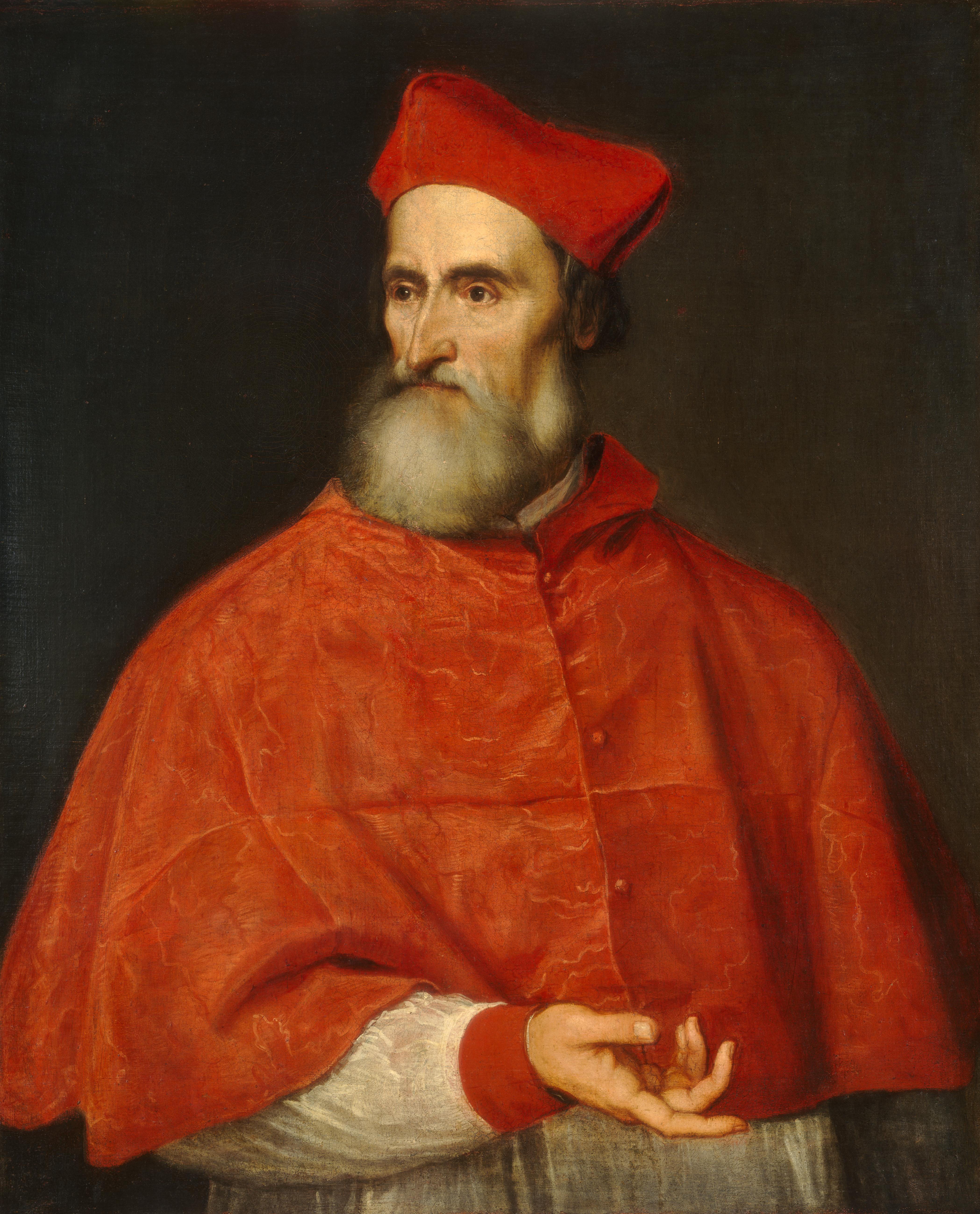
Pietro Bembo

- január 18. – Pietro Bembo itáliai reneszánsz költő, irodalomtudós, bíboros (* 1470)
- január 19. – Henry Howard, Surrey grófja, az angol reneszánsz költészet egyik megalapozója, műfordító; az Aeneis fordításakor elsőként használja az ún. blank verse formát[2] (* 1517 k.)
- február 25. – Vittoria Colonna itáliai költőnő, pescarai márkinő, az itáliai reneszánsz legnépszerűbb és legjelentősebb költőinek egyike (* 1492)